# Sydmotorvejen
De Sydmotorvejen (Nederlands: Zuiderautosnelweg) is een autosnelweg in Denemarken van Køge naar Rødbyhavn. Bij Køge gaat de autosnelweg verder onder de naam Køge Bugt Motorvejen naar Kopenhagen, in Rødbyhavn sluit de Sydmotorvejen rechtstreeks aan op de veerverbinding met het Duitse Puttgarden. Daarnaast is de Sydmotorvejen de belangrijkste verbinding tussen de eilanden Seeland, Falster en Lolland.
De Sydmotorvejen zal vanaf omstreeks 2029 aansluiten op de Fehmarnbeltverbinding tussen Rødbyhavn en Puttgarden. Daarmee ontstaat een snellere verbinding tussen Hamburg (en Noord-Duitsland) en Kopenhagen (en Zweden).
Administratief is de Sydmotorvejen bekend onder het nummer M30. Voor bewegwijzering wordt echter gebruikgemaakt van het E-nummer van de route waar de snelweg onderdeel van is, de E47. Daarnaast loopt vanaf knooppunt Køge Vest tot de afrit Eskilstrup de E55 ook over de Sydmotorvejen.

## Geschiedenis
Het eerste gedeelte van de Sydmotorvejen werd in 1963 geopend, in 1990 was de doorgaande snelweg klaar met de opening van het wegvak Rønnede - Udby.
Tussen de afritten Eskilstrup en Sakskøbing was de Sydmotorvejen lange tijd uitgevoerd als tweestrooks-autoweg. Inmiddels is dit gedeelte omgebouwd tot autosnelweg. Daarbij is ook de Guldborgsundtunnel verbreed van 2 naar 4 rijstroken. In het najaar van 2007 is deze weg voor verkeer geopend.